# Сигнал (телесериал)
«Сигнал» (англ. Signal, кор. 시그널, Sigeuneol) — южнокорейский полицейский драматический телесериал в жанре фантастики 2016 года с Ли Джэ-хун, Ким Хе-су и Чо Джин-уном в главных ролях. Премьера сериала состоялась на южнокорейском телеканале tvN 22 января 2016 года. В общей сложности в эфир вышло 16 серий, финальный показ состоялся 12 марта 2016 года. Сериал был вдохновлён реальными криминальными инцидентами в Корее, включая Хвасонские серийные убийства.
Сериал получил широкое признание как публики, так и критиков за свой сюжет и актёрскую игру. Кроме того, это десятая по рейтингу корейская драма в истории кабельного телевидения с пиковой зрительской аудиторией в 12,54 %.
Японский ремейк с Кэнтаро Сакагути в главной роли транслировался с 10 апреля по 12 июня 2018 года на Fuji TV.
5 марта 2025 года телеканал tvN объявил о выходе второго сезона в 2026 году.
Этот сериал вдохновлён фильмом 2000 года « Радиоволна» – научно-фантастическим триллером с Деннисом Куэйдом, Джеймсом Кэвизелом, Андре Брауэром и Элизабет Митчелл в главных ролях, который также вдохновил на создание одноимённого телесериала 2016 года на канале CW «Радиоволна».

## Сюжет
Таинственная рация позволяет детективу из 1989 года общаться со специалистом по профилированию нераскрытых дел из 2015 года, благодаря этому они не только раскрывают преступления, но и предотвращают их совершение.
Профайлер-криминалист Пак Хэ-ён (Ли Джэ-хун) раскрывает дело о похищении, которое закончилось ложным обвинением. Успех этого дела приводит к формированию команды детективов во главе с Чха Су-хён (Ким Хе-Су), которая последние 15 лет разыскивает своего пропавшего наставника Ли Чжэ-хан (Чо Чжин-Ун). С помощью детектива Ли Чжэ Хана, человека на другом конце рации, Пак Хэ-ён решает множество нераскрытых дел, которые оставались нераскрытыми годами и в то же время помогает Ли Чжэ-хан раскрыть некоторые дела в прошлом. В рамках ограниченных возможностей сверхъестественной стихии три детектива борются со временем, чтобы раскрыть преступления и спастись от беспрецедентных событий, которые происходят из-за их действий.

## В ролях

### В главных ролях
- Ли Джэ-хун — лейтенант Пак Хэ-ён, профайлер, который случайно находит рацию получающую необъяснимые сигналы и использует её для расследования нераскрытых преступлений.
- Ким Хе-су — Чха Су-хён, когда-то была робким новичком и первой женщиной-полицейской в департаменте. Она возглавляет команду по «нераскрытым преступлениям».
- Чо Джин-ун[англ.] — детектив Ли Чжэ-хан, несколько неуклюжий и социально неумелый, но неподкупный полицейский из прошлого, который устанавливает связь с лейтенантом Паком из будущего.

### Второстепенные роли
- Чан Хён-сон — Ким Бом-чжу, директор следственного бюро Национального полицейского агентства
- Чон Хэ-гюн — Ан Чхи-су
- Ким Вон-хэ — Ким Ге-чхоль
- Чон Хан-би — О Юн-су
- Ли Ю-джун — Чжон Хан-ки
- Ким Мин-гю — Хван Ый-кён

## Отзывы и критика
Сериал получил множество высоких оценок и привлёк внимание зрителей.
С рейтингом в 12,54 % сериал стал одним из самых высоко оценённых корейских драм в истории кабельного телевидения. Он получил похвалу за свой плотно построенный сюжет и пользовался популярностью в Китае и Японии.
В 2016 году сериал получил несколько наград премии Baeksang Arts Awards в номинациях «Лучшая драма», «Лучший сценарий» и «Лучшая актриса». Также в том же году Чо Джин-ун получил награду Дэсан от Asia Artist Awards.

## Рейтинги
В приведённой ниже таблице синие цифры представляют самые низкие рейтинги, а красные цифры представляют самый высокий рейтинг.
| Серия     | Дата выхода      | Средняя доля аудитории | Средняя доля аудитории |
| Серия     | Дата выхода      | AGB Nielsen            | TNmS Ratings           |
| --------- | ---------------- | ---------------------- | ---------------------- |
| 1         | 22 января, 2016  | 5,4%                   | 6,4 %                  |
| 2         | 23 января, 2016  | 6,9 %                  | 6,1%                   |
| 3         | 29 января, 2016  | 8,2 %                  | 8,5 %                  |
| 4         | 30 января, 2016  | 7,7 %                  | 7,5 %                  |
| 5         | 5 февраля, 2016  | 7,8 %                  | 7,6 %                  |
| 6         | 6 февраля, 2016  | 7,1 %                  | 7,3 %                  |
| 7         | 12 февраля, 2016 | 8,6 %                  | 9,0 %                  |
| 8         | 13 февраля, 2016 | 7,8 %                  | 8,6 %                  |
| 9         | 19 февраля, 2016 | 7,8 %                  | 8,4 %                  |
| 10        | 20 февраля, 2016 | 9,2 %                  | 8,7 %                  |
| 11        | 26 февраля, 2016 | 10,5 %                 | 8,8 %                  |
| 12        | 27 февраля, 2016 | 10,1 %                 | 9,2 %                  |
| 13        | 4 марта, 2016    | 9,7 %                  | 9,7 %                  |
| 14        | 5 марта, 2016    | 11,1 %                 | 10,6 %                 |
| 15        | 11 марта, 2016   | 10,8 %                 | 9,8 %                  |
| 16        | 12 марта, 2016   | 12,5%                  | 12,8%                  |
| В среднем | В среднем        | 8,83%                  | 8,69%                  |

- Примечание. Этот сериал транслировался по кабельному каналу / платному телевидению, которое обычно имеет относительно меньшую аудиторию по сравнению с телеканалами / общественными вещателями (KBS, SBS, MBC & EBS).